# Guzmania strobilantha
Guzmania strobilantha är en gräsväxtart som först beskrevs av Hipólito Ruiz López och Pav., och fick sitt nu gällande namn av Carl Christian Mez. Guzmania strobilantha ingår i släktet Guzmania och familjen Bromeliaceae. Inga underarter finns listade i Catalogue of Life.